# Dürre Biela
Die Dürre Biela oder Dürre Biele (tschechisch Sněžnický potok oder Suchá Bělá) ist ein Gewässer im böhmisch-sächsischen Elbsandsteingebirge und ein rechter Nebenfluss der Biela. Zugleich bezeichnet der Name die vom Bach erzeugte Schlucht im anstehenden Elbsandstein am östlichen Rand des Kleinen Schaftwalds.

## Name
Der Name des Flusses und der gleichnamigen Schlucht leitet sich von der Wasserarmut des Gewässerlaufes ab. In gleicher Weise ist der auf alten Messtischblättern enthaltene Name Pflaster-Bach zu erklären. Wegen der geringen oder zeitweilig ausbleibenden Wasserführung im Mittel- und Unterlauf sind im Bachbett überwiegend Gerölle aus dem Sandstein der nahen Umgebung sichtbar, die an abgerundetes Straßenpflaster erinnern. Diese Feststofffracht besteht wegen der geringen Gewässerlänge aus einem groben Geröll. Der auf sächsischer Seite grenznah verlaufende Steinbornweg ist seinem Namen nach eine Bezugnahme auf die Flussgerölle in der Dürren Biela und verweist auf ihren früheren Namen. Im 18. Jahrhundert wurde nach historischem Kartenmaterial der Bach als Stein Börnel bezeichnet.
Aktuell lautet auf tschechischer Seite der Name Sněžnický potok (deutsch: Schneeberger Bach), der schon im ersten Drittel des 20. Jahrhunderts nachweislich in Verwendung war. Die kartografisch ebenfalls verwendete Bezeichnung Suchá Bělá bedeutet im Deutschen Trockene Biela.

## Quellgebiet und Verlauf
Das Quellgebiet der Dürren Biela bzw. des Sněžnický potok liegt auf tschechischem Staatsgebiet, mit vielen Verzweigungen in den Mooren des Waldes unmittelbar westlich vom Dorf Sněžník sowie mit einem Arm am Westhang des Hohen Schneebergs, wo ein Wasseraustritt mit einem Stollen gefasst wurde. Diese Quelle auf einer Höhe von 661 m n. m. ist zugleich die höchste im Elbsandsteingebirge.
Die sich westlich und nördlich des Hohen Schneebergs erstreckenden Kammflächen weisen nur eine flache Geländeneigung auf. Dadurch haben sich in den Böden starke Vernässungszonen gebildet, von denen sich mehrere Wasserläufe auch nach Sachsen erstrecken. Oberflächennahe Sedimentschichten von Kalksand und Kalkschluffsteinen (plänerähnliche Ausprägung) sowie ihre Verwitterungsdecken verhindern als abdichtende Horizonte im Quellgebiet des Sněžnický potok ein tieferes Einsinken von Oberflächenwasser in die Gesteinsschichten des Untergrundes.
Der Wasserlauf nördlich des Dorfes Sněžník quert auf tschechischer Seite ein grenznahes Waldgebiet, in dem er einen Teich (Oborský rybník) speist. Hier besitzt das Bachwasser eine rotbraune Färbung, das auf eine Herkunft aus Moorarealen schließen lässt.
Unmittelbar nach der deutsch-tschechischen Staatsgrenze verliert der Bach an Wasserführung und tritt in eine von ihm erzeugte, tief einfallende Erosionsschlucht ein. Diese Schlucht ist besonders entlang ihrer Ostflanke von turmartigen Felsgruppen gekennzeichnet und mündet in das ähnlich gegliederte Felsental der Biela. Früher diente das Gewässer der Flößerei. Aus diesem Grunde ist das Bachbett der Dürren Biela auf langer Strecke in der Schlucht mit einer Ufervermauerung aus Sandsteinquadern versehen. Um die Hölzer abtransportieren zu können, wurde das Wasser im Oberlauf gestaut und schlagartig abgelassen. Die Flößerei hatte in Königstein einen Stapelplatz, wo der weitere Holztransport auf dem Elbstrom vorbereitet wurde.

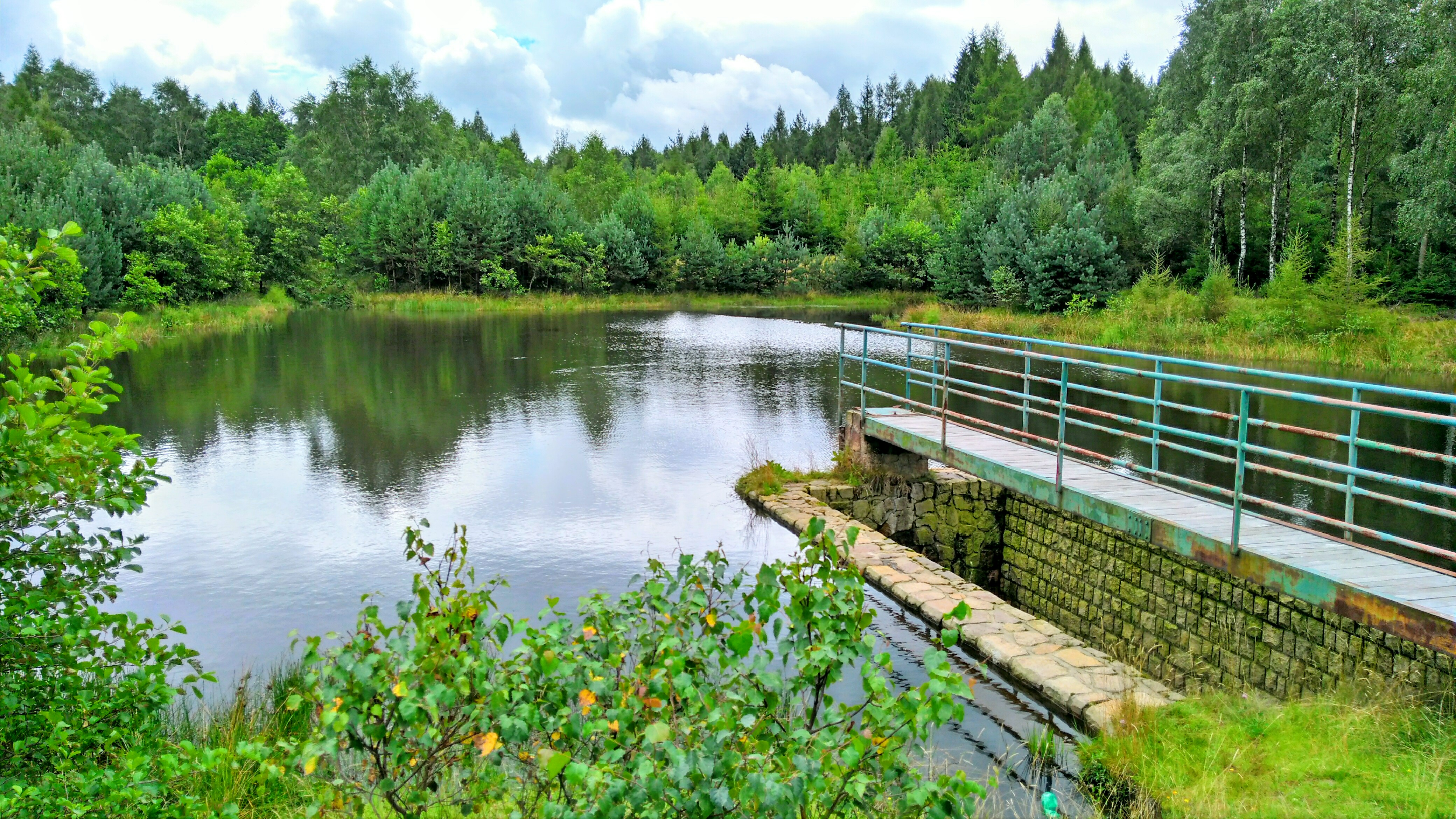
Der Teich Oborský rybník
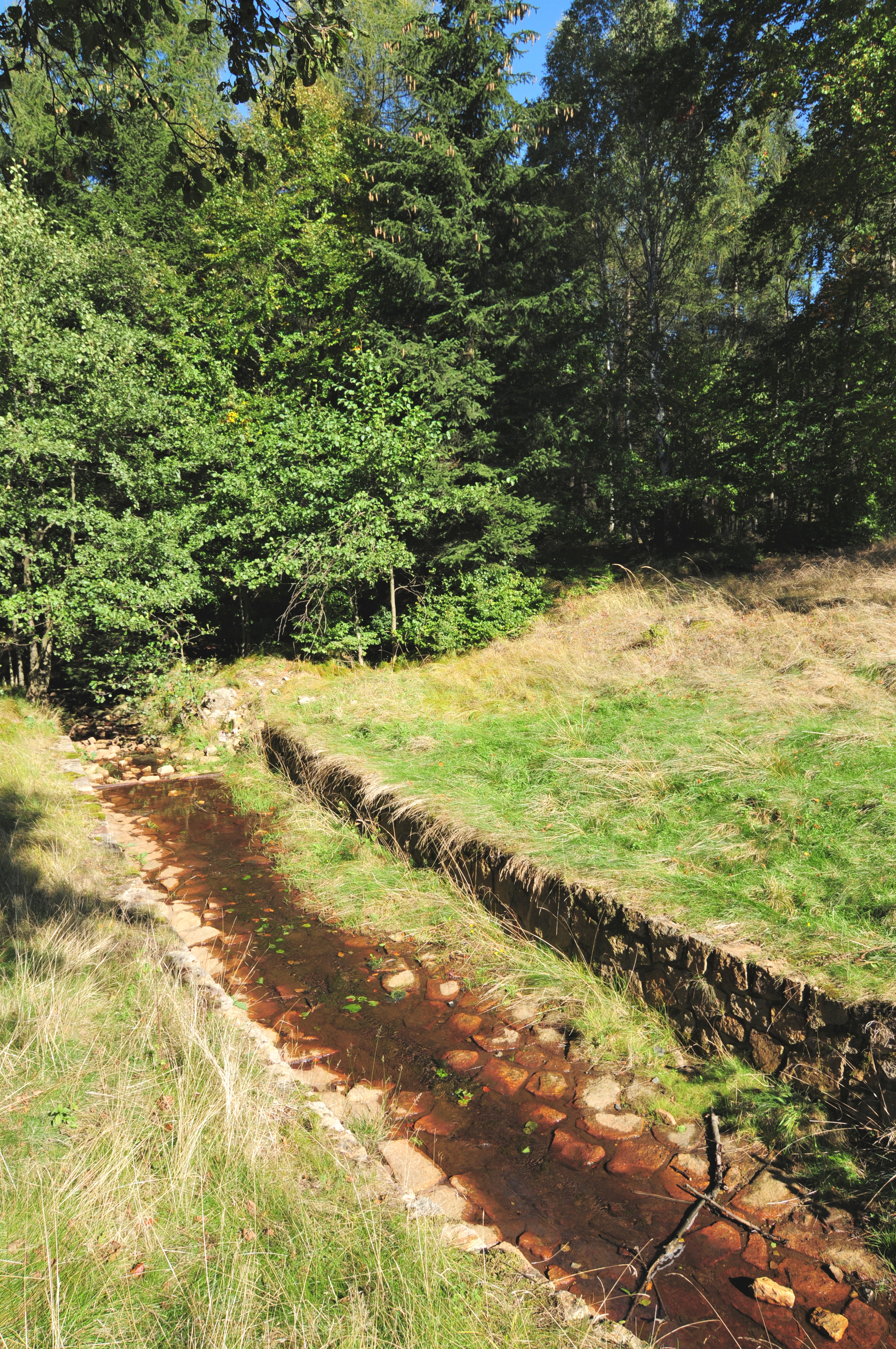
Der Bachlauf unterhalb des Oborský rybník
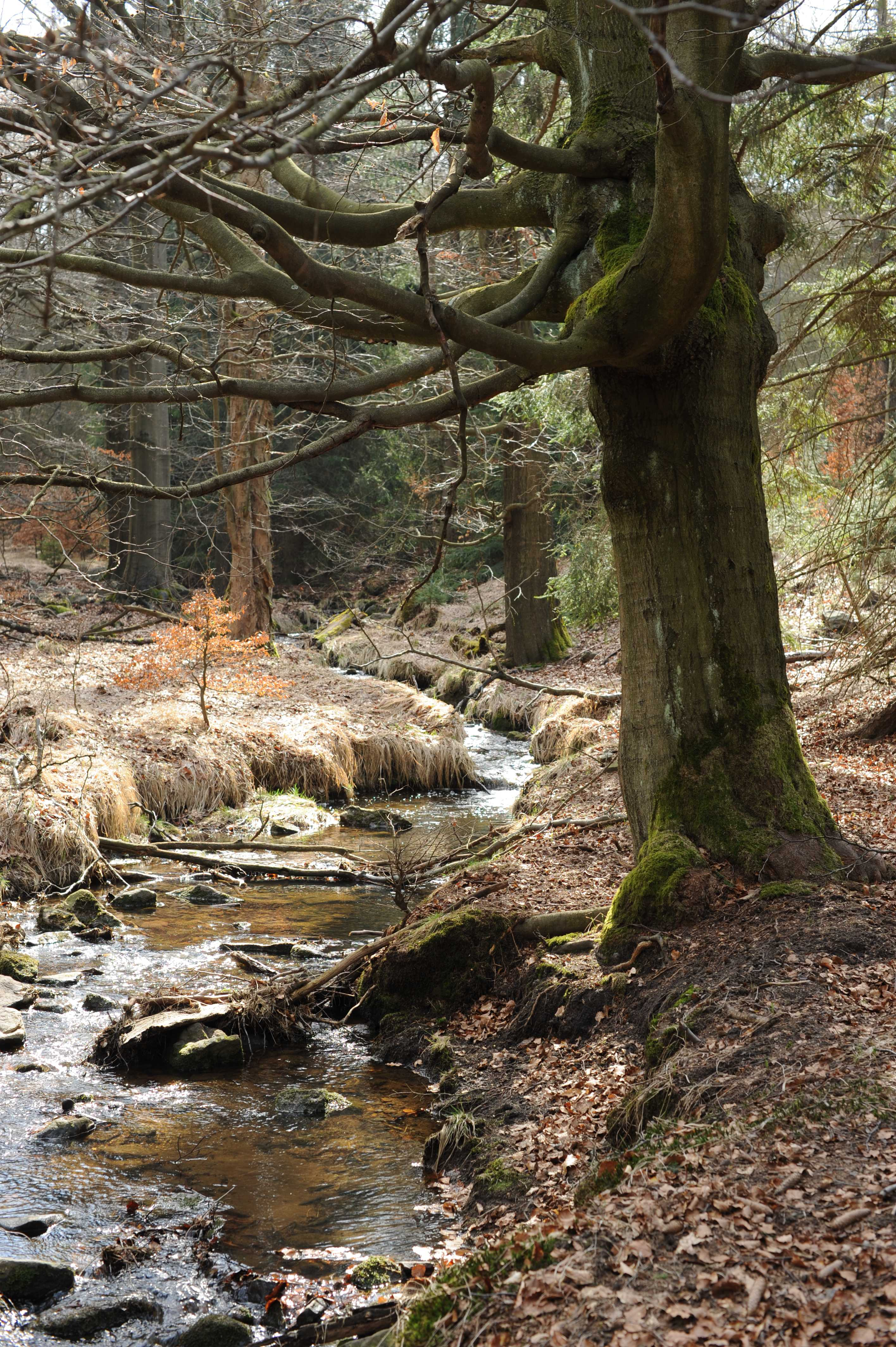
Suchá Bělá nahe der Grenze (2021)
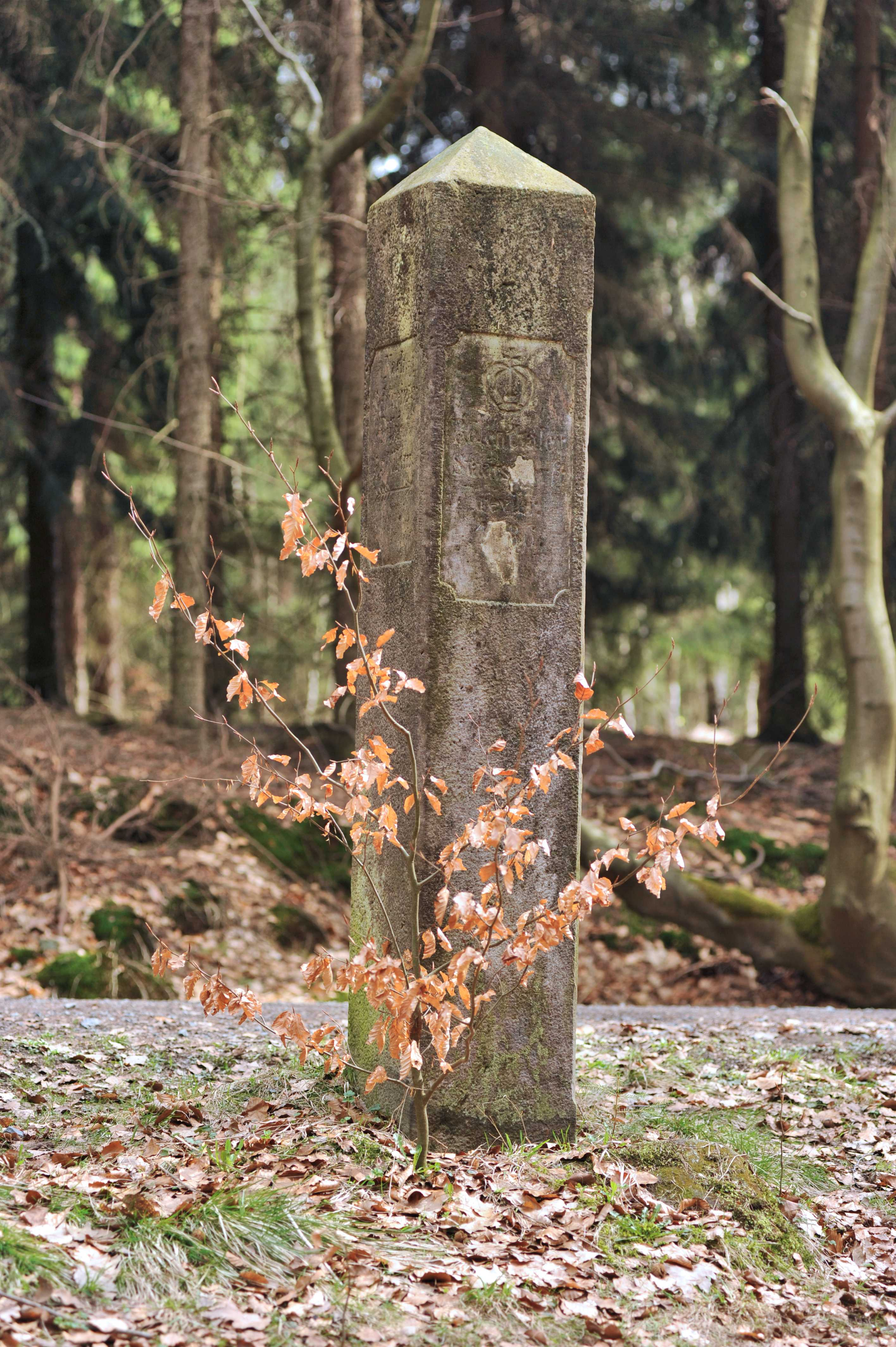
Wegweiser am Eingang zur Schlucht
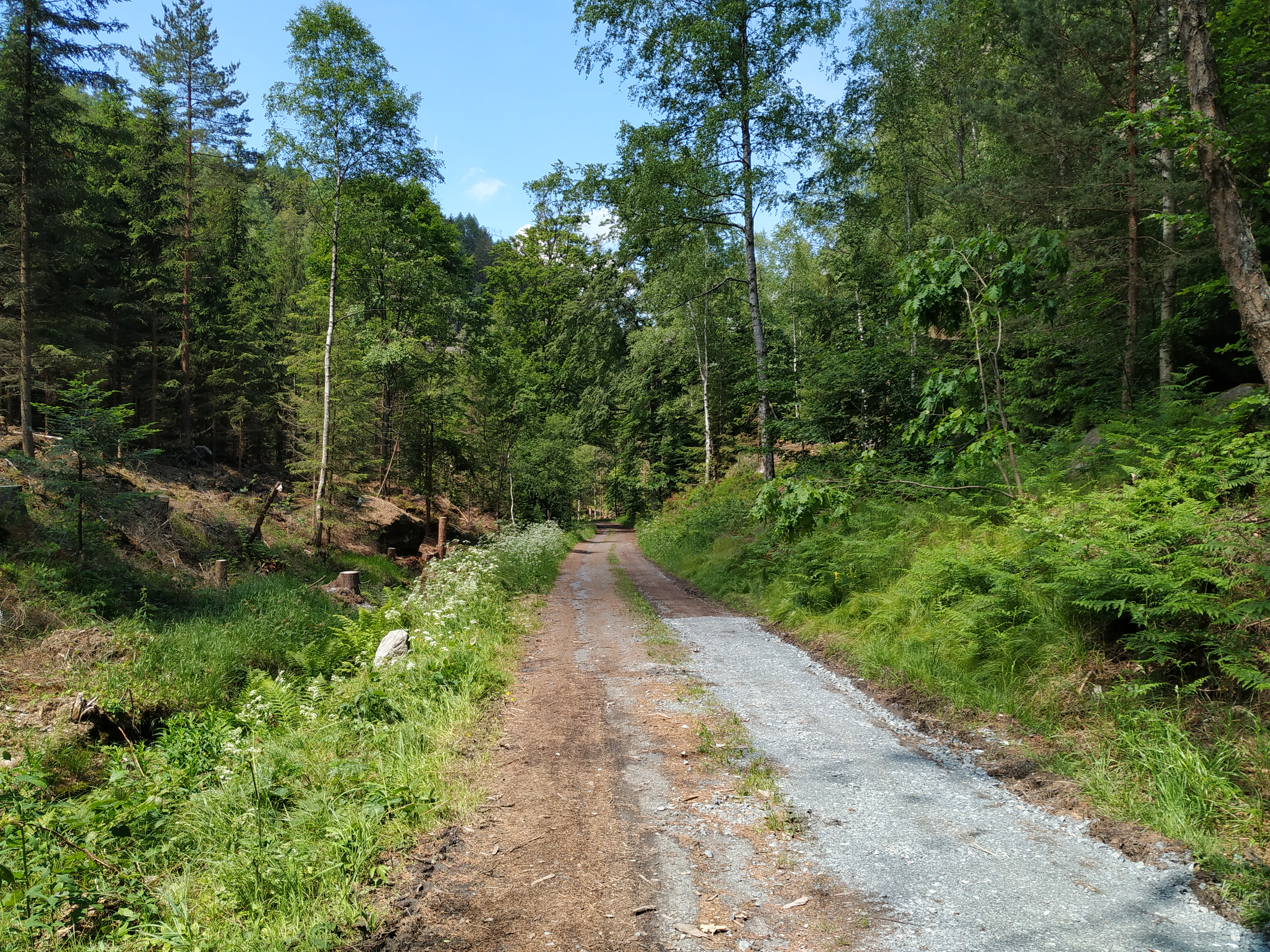
Forststeig im Tal der Dürren Biela
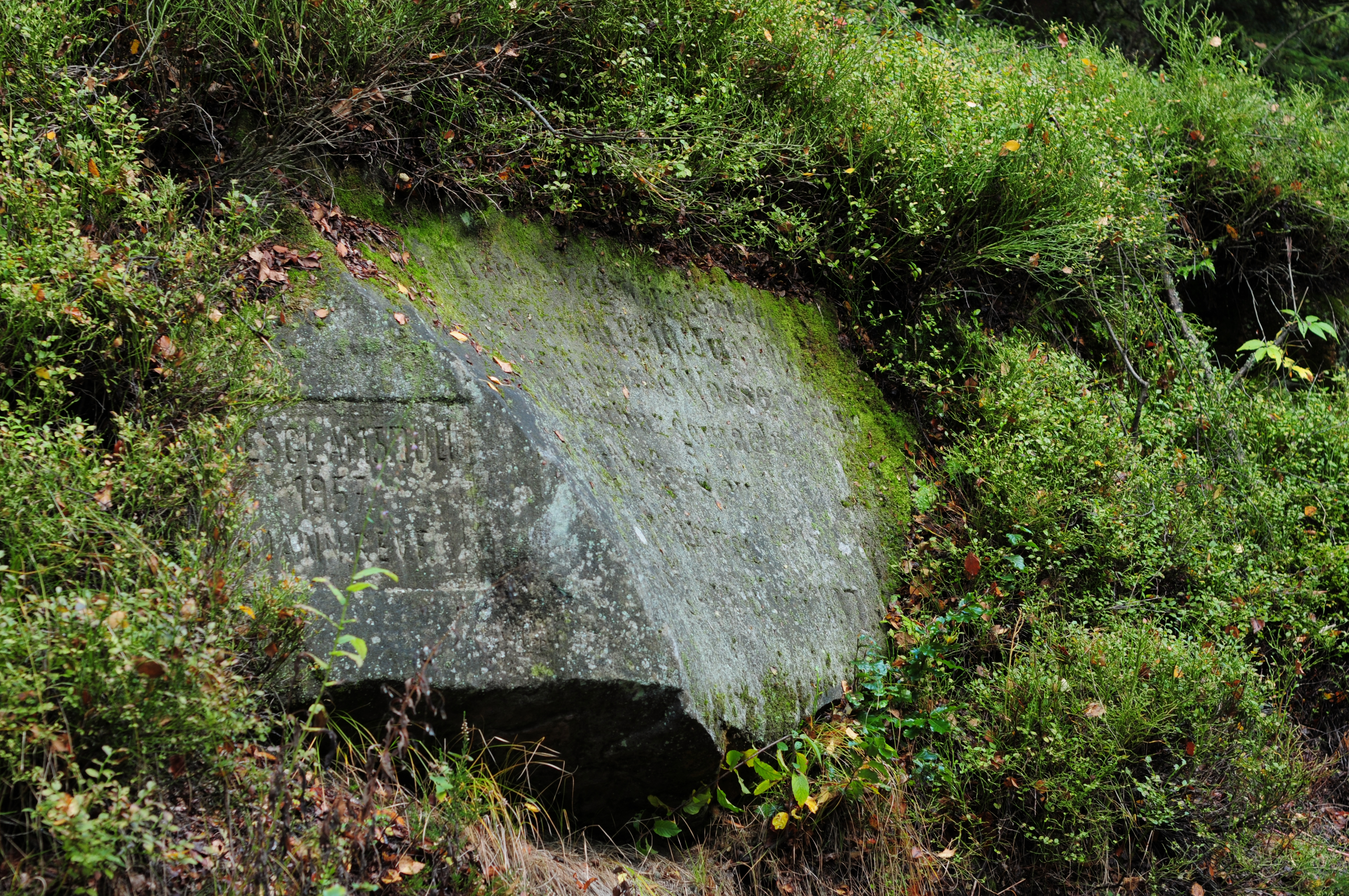
Hochwasserstein (1886) im Mittellauf der Dürren Biela
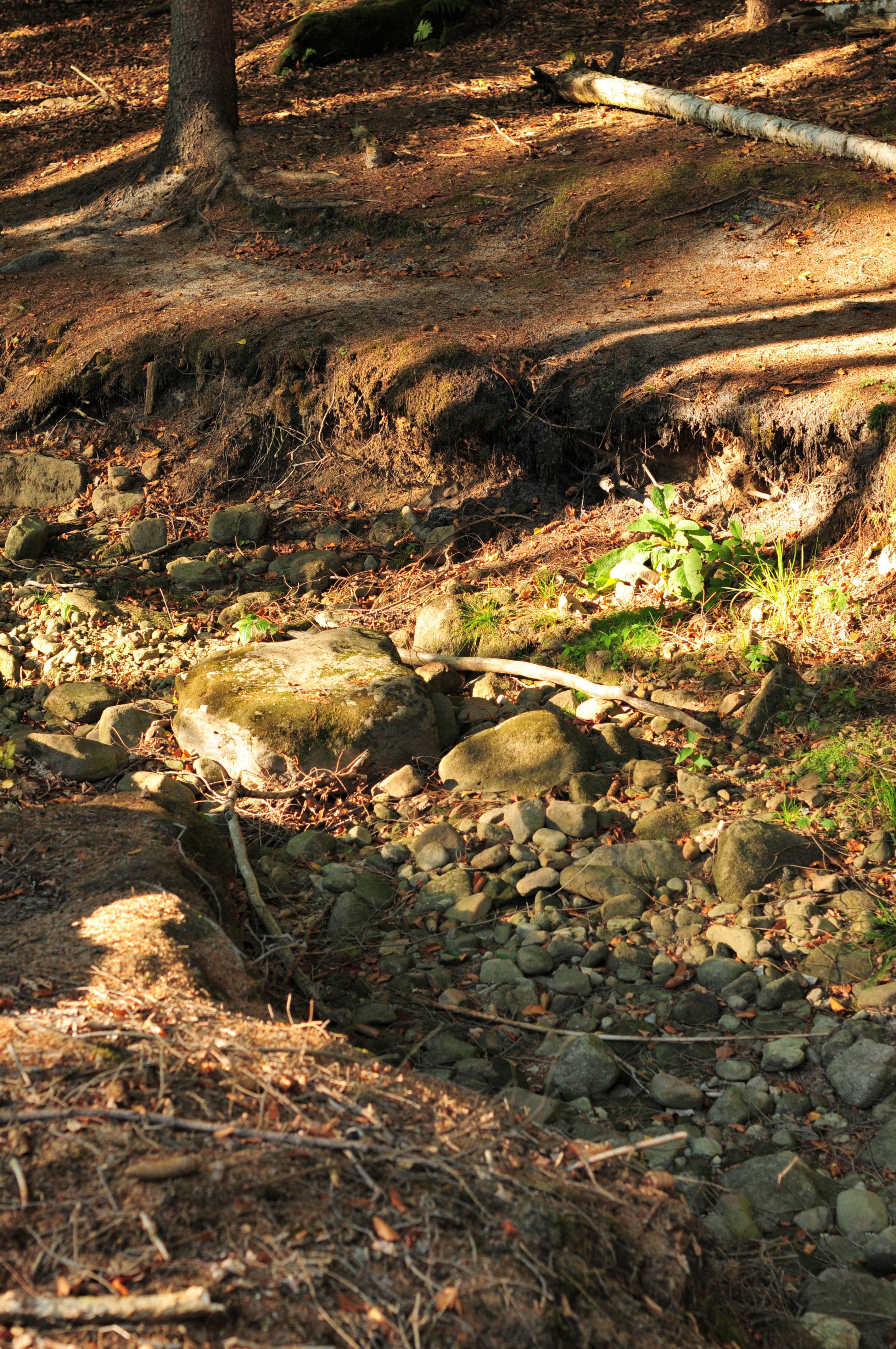
Ausgetrockneter Bachlauf kurz vor der Einmündung in die Biela
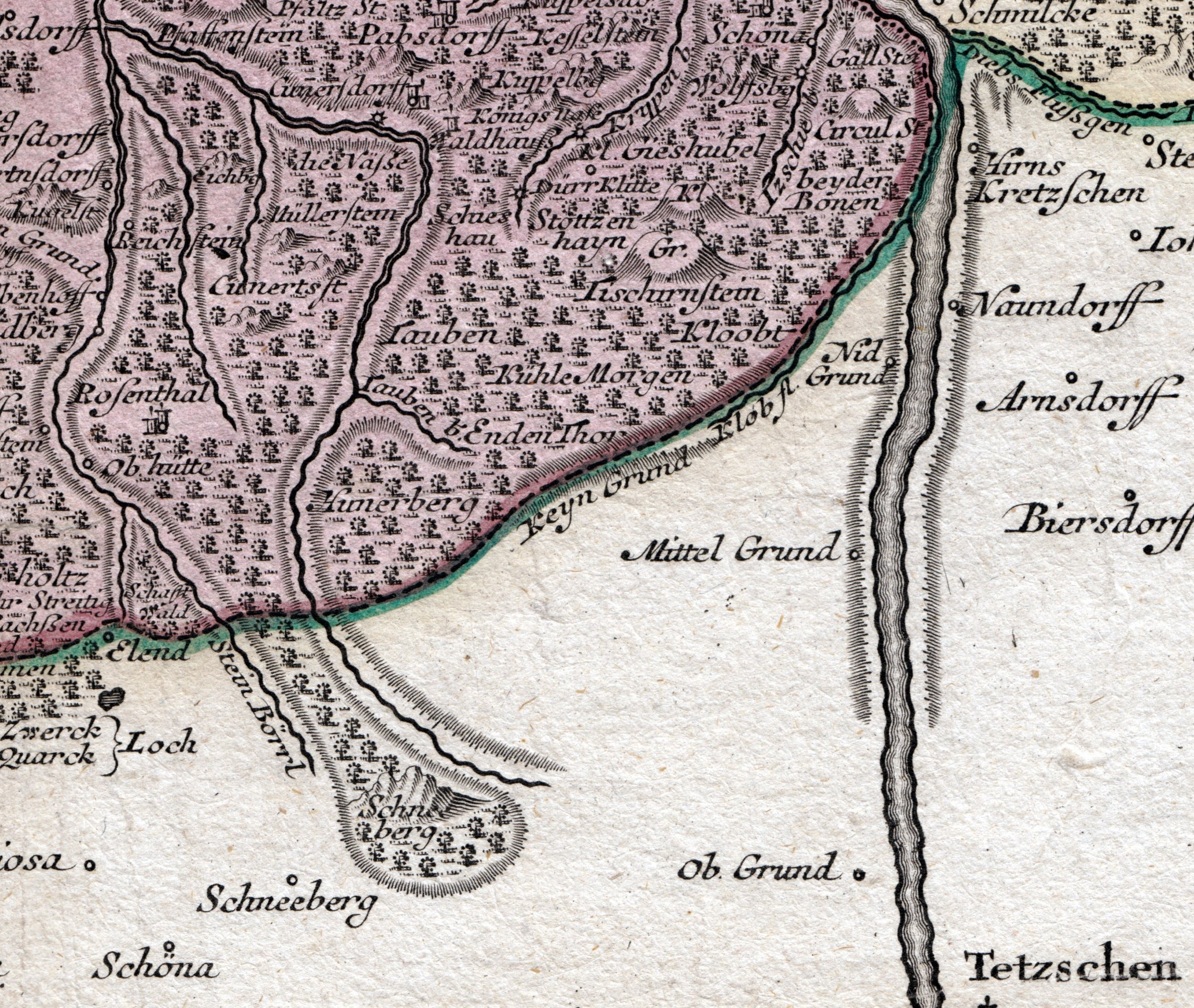
Kartenausschnitt (1757) der Gegend zwischen Rosenthal und dem Hohen Schneeberg